# Shine On
Shine On este un box set de nouă CD-uri din 1992 al trupei Pink Floyd lansat prin EMI Records în Regatul Unit și prin Columbia Records în Statele Unite pentru a coincide cu aniversarea d 25 de ani de când formația a lansat primul material și a avut primul turneu . Toate CD-urile au fost remasterizate digital . 
Cele opt albume incluse pe box set sunt:
- A Saucerful of Secrets
- Meddle
- The Dark Side of The Moon
- Wish You Were Here
- Animals
- The Wall (dublu album)
- A Momentary Lapse of Reason
- The Early Singles

## Componență
- Syd Barrett - chitară , voce pe "Jugband Blues" , "Arnold Layne" , "See Emily Play" , "Apples and Oranges" , "Candy and a Currant Bun" și "The Scarecrow"
- David Gilmour - chitară , kazoo , chitară bas , voce , toate instrumentele pe "Sorrow"
- Nick Mason - baterie , percuție , voce , vocalizări pe "One of These Days" și "Corporal Clegg"
- Roger Waters - chitară bas , voce , chitară , sintetizator , tubă
- Richard Wright - claviaturi , orgă , pian , sintetizator , trombon , clavinet , voce